# Clube do Remo
Maillots
Actualités
Dernière mise à jour : 1er juin 2024.
Le Clube do Remo est un club brésilien de football basé à Belém dans l'État du Pará.

## Histoire
Clube do Remo est fondé le 5 février 1905, en tant que Grupo do Remo après que ses fondateurs ont abandonné le Sport Club do Parà. Le 14 février 1908, la décision de fermer le Grupo do Remo est décidé après l'assemblée générale. Le 29 mars 1908, le club est définitivement fermé. Cependant, le 15 juillet 1911, Remo est recrée par l'initiative de plusieurs personnalités dont Antonico Silva, Carl Schumann, Geraldo Mottes et Palmério Pinto.
En 1950, Remo participa au tournoi international de Caracas à la suite d'une invitation de la fédération du Venezuela de football. L'équipe d'antan participa à cinq matches avec 4 victoires et une défaite (contre Loyola, qui était un club de football bien côté à ce moment-là).
Sur la scène nationale, Remo s'est hissé à la septième place du championnat de Série A en 1993 et en demi-finale durant la Copa do Brasil en 1991. En 2005, le Clube do Remo a gagné le championnat de Série C. Cela est le premier titre national du club. Le club a également reçu d'autres titres dans les compétitions suivantes : la Taça Norte et le Torneio Norte-Nordeste.

## Palmarès
| Compétitions nationales                               | Compétitions régionales |
| ----------------------------------------------------- | --- |
| - Championnat du Brésil de D3 (1) : - Champion : 2005 | - Championnat du Pará (47) : - Champion : 1913, 1914, 1915, 1916, 1917, 1918, 1919, 1924, 1925, 1926, 1930, 1933, 1936, 1940, 1949, 1950, 1952, 1953, 1954, 1960, 1964, 1968, 1973, 1974, 1975, 1977, 1978, 1979, 1986, 1989, 1990, 1991, 1993, 1994, 1995, 1996, 1997, 1999, 2003, 2004, 2007, 2008, 2014, 2015, 2018, 2019 et 2022 - Vice-champion : 1920, 1921, 1922, 1927, 1939, 1944, 1947, 1951, 1956, 1957, 1958, 1959, 1961, 1965, 1966, 1967, 1969, 1971, 1972, 1980, 1981, 1982, 1983, 1985, 1987, 1988, 1992, 1998, 2001, 2005, 2012, 2017, 2020 - Coupe du Pará (pt) (5) : - Vainqueur : 2004, 2007, 2008, 2012 et 2015 - Finaliste : 2005, 2009, 2010, 2013 et 2014 - Coupe de Belém (pt) (2) : - Vainqueur : 2004 et 2014 - Finaliste : 2005, 2006, 2010, 2013 et 2016 - Tournoi Norte-Nordeste (pt) : - Finaliste : 1968 et 1969 - Taça Norte-Nordeste (pt) (1) : - Vainqueur : 1971 - Tournoi Norte (pt) (2) : - Vainqueur : 1968 et 1969 - Taça Norte (pt) (1) : - Vainqueur : 1971 - Copa Norte : - Finaliste : 1997 - Copa Verde : - Vainqueur : 2021 - Finaliste : 2015 et 2020 |

## Identité du club

### Blason
Le premier emblème de Gruppo do Remo fut un rectangle bleu marine, avec au centre une ancre et 13 étoiles de même couleur. Après la réorganisation de 1911, l'ancre a fait place à un bouclier ressemblant à celui d'une bouée de sauvetage. Les initiales "GR" s'entremêlait avec le logo et le nom du club.
En 1914, le club est rebaptisé Clubo do Remo. Avec ce changement, le bouclier du logo est également modifié. L'uniformité circulaire est maintenue par l'ajout de découpes latérales typiques de l'héraldique britannique, lié à l'héritage footballistique anglais des foundateurs. L'acronyme GR devint CR.
Au fil des années, le bouclier a subi divers mineures modifications. Le dernier changement date de 2013, cherchant à conserver les origines du club tout en gardant un sens moderne. 

### Couleurs
Raul Engelhard, un des fondateurs du Clube do Remo, a étudié en Angleterre. Le Rowing Club, a proposé que la couleur de l'emblème de Remo soit la même que le club d'aviron : le bleu impérial du Royaume-Uni. En 1911, le Grupo do Remo devint le Clube do Remo qui disputa deux ans plus tard la première Campeonato Paraense, avec des formes et couleurs rappelant le Royaume-Uni (bleu marine et blanc).

### Hymne
La marche de carnaval crée par Emilio Albim pour le bloc Cadetes Azulinos (crée en 1933 et formé par des athlètes, des supporteurs et des dirigeants) a été réadaptée par le poète Antônio Tavernard pour constituer l'hymne du Clube do Remo.

### Maillot
Depuis sa création, le Clube do Remo présente du bleu marine et du blanc comme ses couleurs officiels. Ainsi, les tenues officiels ont adopté ses deux couleurs, faisant des inversions de position entre tenue principale et secondaire. Le T-shirt utilisé par l'équipe pour son premier match avait des barres horizontales.

## Stade
Le stade de Remo est nommé Evandro Almeida (aussi nommé Baenão), qui a une capacité de 17250 places. Le stade a été nommé d'après Evandro Almeida qui fut un joueur de football et un employé de Remo. Le surnom Baenao est une référence à l'endroit où se trouve le stade, nommé Travessa Antônio Baena.

## Rivalités
Le plus grand rival de Remo est Paysandu, avec lequel le club a joué le classíco Rei da Amazonia, le plus important derby de la région du nord du pays. Le premier match a lieu le 14 juin 1914, et Remo gagne le premier derby sur le score de 2-1. Il y a un autre derby au Pará, avec la Tuna Luso Brasileira. Que ce soit contre le Remo ou le Paysandu, la rivalité est certes moins importante, mais malgré tout très présente.

## Supporters
Durant les années 1990, le nombre de fans dans le club de supporteurs du Clube do Remo augmenta, dû aux exploits réalisé par l'équipe durant cette période: 8 titres de championnats nationaux et un parcours sans-faute durant le Classing King of the Amazon.
Cependant, dans les années 2000, le Clube do Remo entra dans une période "turbulente" de son histoire avec des échecs successifs dans des championnats nationaux ou la relégation en Série C en 2005 sans jouer trois un championnat régional.
Malgré ces difficultés, les fans ont toujours afflués contre toute attente. Preuve était que l'IBOPE (The Brazilian Institute of Public Opinion and Statistics qui classa le club de supporteur comme le plus considérable du nord brésilien  et le 16ème du pays. A Belém, Remo concentre ses plus grands fans. Actuellement[Quand ?], le club comporte plus d'un million de supporteurs.